# Daughtry (álbum)
Daughtry é o álbum de estreia da banda de rock Daughtry. Lançado em 21 de Novembro de 2006, foi o álbum que mais vendeu na sua primeira semana de estreia naquele ano.
| Críticas profissionais                                                      | Críticas profissionais |
| Avaliações da crítica                                                       | Avaliações da crítica  |
| Fonte                                                                       | Avaliação              |
| --------------------------------------------------------------------------- | ---------------------- |
| allmusic                                                                    | [ 2 ]                  |
| Digital Spy                                                                 | [ 3 ]                  |
| IGN                                                                         | [ 4 ]                  |
| Q                                                                           | [carece de fontes?]    |
| Rolling Stone                                                               | [ 5 ]                  |
| JesusFreakHideout                                                           | [ 6 ]                  |
| Esta tabela precisa de ser acompanhada por texto em prosa. Consulte o guia. |                        |

## Faixas
| CD  |                            |         |  |
| N.º | Título                     | Duração |  |
| 1.  | "It's Not Over"            | 3:35    |  |
| 2.  | "Used To"                  | 3:32    |  |
| 3.  | "Home"                     | 4:15    |  |
| 4.  | "Over You"                 | 3:27    |  |
| 5.  | "Crashed"                  | 3:31    |  |
| 6.  | "Feels Like Tonight"       | 4:01    |  |
| 7.  | "What I Want" (Feat Slash) | 2:48    |  |
| 8.  | "Breakdown"                | 4:01    |  |
| 9.  | "Gone"                     | 3:21    |  |
| 10. | "There and Back Again"     | 3:15    |  |
| 11. | "All These Lives"          | 3:24    |  |
| 12. | "What About Now"           | 4:10    |  |

| Faixas Bônus |                        |         |  |
| N.º          | Título                 | Duração |  |
| 1.           | "Sorry" (iTunes)       | 3:41    |  |
| 2.           | "Home" (Acústico)      | 4:15    |  |
| 3.           | "Crashed" (Acústico)   | 3:17    |  |
| 4.           | "Wanted Dead or Alive" | 4:31    |  |
| 5.           | "Breakdown" (Ao vivo)  | 3:31    |  |

| Versão Deluxe Norte-americana |                                                  |         |  |
| N.º                           | Título                                           | Duração |  |
| 1.                            | "Feels Like the First Time" (Cover do Foreigner) | 3:24    |  |
| 2.                            | "It's Not Over" (Ao vivo)                        | 4:05    |  |
| 3.                            | "Home" (Acústico)                                | 4:13    |  |
| 4.                            | "What About Now" (Acústico)                      | 4:32    |  |

## Pessoal
- Chris Daughtry - Vocal, guitarrista ritmico e principal
- Phil X - Guitarrista ritmico e principal
- Howard Benson - Teclado
- Chris Chaney - Baixo
- Paul Bushnell - Baixo
- Josh Freese - Bateria
- Slash - Guitarrista ritmico e principal em "What I Want"

## Lançamento
| País                           | Data                   | Gravadora | Formato |
| ------------------------------ | ---------------------- | --------- | ------- |
| Estados Unidos                 | 21 de novembro de 2006 | RCA       | CD      |
| Filipinas                      | 12 de janeiro de 2007  | RCA       | CD      |
| Austrália                      | 7 de abril de 2007     | SBME      | CD      |
| Suécia                         | 6 de junho de 2007     | RCA       | CD      |
| Brasil                         | Junho de 2007          | BMI       | CD      |
| Reino Unido                    | 20 de agosto de 2007   | BMG       | CD      |
| Estados Unidos - Edição Deluxe | 9 de setembro de 2008  | RCA       | CD/DVD  |

## Paradas Musicais

### Álbum
| Paradas (2006)                         | Melhor posição |
| -------------------------------------- | -------------- |
| EUA Billboard 200                      | 1              |
| Canadian Albums Chart                  | 8              |
| EUA Billboard Top Rock Albums          | 1              |
| UK Albums Chart                        | 13             |
| Albums Chart da Nova Zelândia          | 16             |
| Albums Chart da Finlândia              | 35             |
| Albums Chart da Austrália              | 38             |
| Albums Chart da Suécia                 | 17             |
| Albums Chart da França                 | 51             |
| Top 100 Albums Chart dos Países Baixos | 91             |
| Top 100 Albums Chart da Suíça          | 35             |

### Singles
| Ano  | Single               | Posição nas paradas | Posição nas paradas | Posição nas paradas | Posição nas paradas | Posição nas paradas |
| Ano  | Single               | EUA                 | EUA Pop             | EUA Hot AC          | EUA Main Rock       | EUA Mod Rock        |
| ---- | -------------------- | ------------------- | ------------------- | ------------------- | ------------------- | ------------------- |
| 2006 | "It's Not Over"      | 4                   | 3                   | 1                   | 5                   | 17                  |
| 2007 | "Home"               | 5                   | 7                   | 1                   | —                   | —                   |
| 2007 | "What I Want"        | —                   | —                   | —                   | 6                   | —                   |
| 2007 | "Over You"           | 18                  | 14                  | 3                   | —                   | —                   |
| 2007 | "Crashed"            | —                   | —                   | —                   | 24                  | —                   |
| 2008 | "Feels Like Tonight" | 24                  | 17                  | 1                   | —                   | —                   |
| 2008 | "What About Now"     | 18                  | 21                  | 3                   | —                   | —                   |

## Certificação, posições e vendas
| País           | Posição nas paradas | Certificação | Vendas    |
| -------------- | ------------------- | ------------ | --------- |
| África do Sul  | -                   | Ouro         | 20,000    |
| Alemanha       | 2                   | Ouro         | 100,000   |
| Austrália      | 38                  | Ouro         | 35,000    |
| Áustria        | 24                  | Ouro         | 10,000    |
| Canadá         | 1                   | 2× Platina   | 160,000   |
| Finlândia      | 3                   | 3× Platina   | 90,000    |
| França         | 11                  | Platina      | 200,000   |
| Irlanda        | 1                   | 8× Platina   | 120,000   |
| Nova Zelândia  | 7                   | Ouro         | 7,500     |
| Noruega        | 22                  | -            | -         |
| Países Baixos  | 33                  | -            | -         |
| Singapura      | -                   | Ouro         | 6,000     |
| Suécia         | 17                  | Platina      | 40,000    |
| Suíça          | 12                  | -            | -         |
| Reino Unido    | 13                  | -            | 46,000    |
| Estados Unidos | 1                   | 4× Platina   | 4,788,000 |